# Jugatovaria polynesiana
Jugatovaria polynesiana is een platworm (Platyhelminthes). De worm is tweeslachtig. De soort leeft in het zoute water.
Het geslacht Jugatovaria, waarin de platworm wordt geplaatst, wordt tot de familie Meixnerididae gerekend. De wetenschappelijke naam van de soort werd voor het eerst geldig gepubliceerd in 1989 door Sluys & Cannon.